# Clem Ohameze
Clem Ohameze, né le 27 juin 1965 à Port Harcourt dans l'État de Rivers au Nigeria, est un acteur nigérian qui a vingt ans d'expérience dans le domaine de l'art dramatique. En 1998 il a percé dans un film à gros budget intitulé ENDTIME. Il a joué dans plus de 500 films en 20 ans de carrière, de 1995 à aujourd'hui.

## Biographie
Clem Ohameze est né le 27 juin 1965 à Port Harcourt dans l'État de Rivers, au Nigeria. Il a fait ses études secondaires au Holy Family College/ Baptist High School. Il a ensuite étudié à l'Institute of Management Technology, à Enugu, au Nigeria, où il a obtenu un diplôme national ordinaire en communication de masse, puis à l'université de Port Harcourt, où il a obtenu une licence en sociologie et anthropologie en 1989. Il a également étudié à l'Université de Buckingham, à Londres, où il a obtenu un master en médecine préventive et sociale en 2010.

## Carrière cinématographique
Ohameze est membre de l'Actors Guild of Nigeria. Il s'est brièvement éloigné du métier d'acteur entre 2006 et 2010 pour se consacrer à d'autres intérêts, notamment la politique. Il a depuis repris sa carrière cinématographique. En 2010, Ohameze a joué dans le film primé Ije : The Journey aux côtés de Genevieve Nnaji et Omotola Jalade Ekeinde.

## Engagement politique
Ohameze s'est présenté aux élections pour représenter la circonscription fédérale d'Ohaji-Egbema-Oguta à la Chambre fédérale des représentants du Nigeria sur la plate-forme du Parti démocratique populaire (PDP) en 2007. Il a toutefois abandonné la course en raison de menaces contre sa vie. Sa voiture a été attaquée, son cousin a été tué par balle au cours de l'incident. Ohameze s'est installé à Londres, au Royaume-Uni. Il avait l'intention de se présenter à un poste électif lors des élections générales de 2015.